# Šentožbolt
Šentožbolt – wieś w Słowenii, w gminie Lukovica. W 2018 roku liczyła 42 mieszkańców.